# 陳敬 (景泰進士)
陳敬（1420年—？），字體清，福建興化府莆田縣人，民籍，明朝政治人物。進士出身。

## 生平
福建鄉試第四十五名。景泰二年（1451年）辛未科會試第一百七十八名，殿試登進士第二甲第三十名。

## 家族
曾祖陳萬三。祖父陳以達。父亲陳德明。